# Olympische Sommerspiele 1984/Teilnehmer (Togo)
| Gelbes Symbol für Goldmedaillen mit stilisierten Olympischen Ringen | Graues Symbol für Silbermedaillen mit stilisierten Olympischen Ringen | Braundes Symbol für Bronzemedaillen mit stilisierten Olympischen Ringen |
| ------------------------------------------------------------------- | --------------------------------------------------------------------- | ----------------------------------------------------------------------- |
| —                                                                   | —                                                                     | —                                                                       |

Togo nahm an den Olympischen Sommerspielen 1984 in Los Angeles, USA, mit einer Delegation von sechs Sportlern (allesamt Männer) teil.

## Teilnehmer nach Sportarten

### Boxen
- Yao Gaitor
Bantamgewicht: 33. Platz

- Ayi Sodogah
Federgewicht: 17. Platz

- Ama Sodogah
Leichtgewicht: 17. Platz

### Leichtathletik
- Adjé Adjeoda Vignon
400 Meter: Vorläufe

- Bilanday Bodjona
Weitsprung: 26. Platz in der Qualifikation

- Denou Koffi
Dreisprung: 26. Platz in der Qualifikation